# Leonetto Spagnoli
Leonetto Spagnoli (Livorno, 23 marzo 1920 – Livorno, 20 giugno 2001) è stato un calciatore italiano, di ruolo centrocampista.

## Carriera
Giocò in Serie A con la maglia del Livorno.
Nella stagione 1949-1950 ha giocato in Serie C con la Monsummanese.